# Fernand Lataste
Fernand Lataste (1847-1934) – francuski zoolog. Od 1876 członek Société zoologique de France.
W latach 1889-96 Lataste był profesorem uczelni medycznej Santiago. Podczas pobytu w Chile odbywał wiele wypraw badawczych do centralnych prowincji (Valparaiso, Santiago, Colchagua, Curico, Maule, Ñuble) i kompletował zbiory zoologiczne, które opisywał także w Actes de la Société scientifique du Chile. Wiele okazów trafiło do British Museum lub muzeum w Paryżu, a gdy egzemplarze danego gatunku były liczniejsze to również do Towarzystwa Linneuszowego w rodzinnym Bordeaux.
Opisał takie gatunki jak: tłustogon afrykański, gundiarka górska i felowia szczelinowa. Na jego cześć nadano łacińską nazwę żmii iberyjskiej (łac. Vipera latastei).